# Ямагути, Соити
Соити Ямагути  (яп. Soichi Yamaguchi, 1983, Тиба, Япония) — современный японский художник.

## Биография
Соити Ямагути родился в 1983 в Тиба, Япония. Окончил Токийский национальный университет изящных искусств и музыки в 2007, получил премию Gesai #9 Gold Award в 2006. Живет и работает в Ибараки.
В 2009 работы Соити Ямагути были представлены в основном проекте Московской биеннале современного искусства.

## Творчество
Соити Ямагути получил признание в самом начале карьеры. Только закончив Токийский национальный университет искусств и музыки в 2007, он уже привлек внимание гуру современного японского искусства Такаси Мураками, и был выбран из сотен молодых художников, получив премию Gesai #9 Gold Award.
Сам художник утверждает, что его творчество носит чисто японский характер, без сознательного заимствования из других традиций, и не содержит религиозных или духовных аспектов. В работах Соити Ямагути часто встречается мотив глазного яблока. Вдохновением для его искусства являются идеи взаимозависимости и универсальной экспансии, поиски альтернативных форм реальности.
Психоделические и жизнерадостные работы Соити Ямагути предлагает визуальный ряд, который выглядит «следующим шагом» эволюции японских сюрреалистичных, похожих на мультипликацию, мотивов.

## Персональные выставки
- 2009 Art Fair Tokyo @ TOKIA, TOKIA, Токио
- 2009 «CIGE 2009», China World Trade Center Exhibition, Пекин
- 2008 Галерея J. Chen, Тайбэй, Тайвань
- 2007 LISTE 07, HIROMI YOSHII, Базель
- 2007 The Armory Show", HIROMI YOSHII, Нью-Йорк
- 2007 Project N31, Токио
- 2007 Opera City Art Gallery, Токио
- 2006 More than Paradise, magical/ARTROOM, Токио
- 2006 VOLTA Show 02, Базель